# TAZ 83
Il TAZ 83, comunemente detto Alpenflage, è uno schema di mimetismo utilizzato dalle forze armate svizzere dal 1957 al 1993, quando fu sostituito con il TAZ 90.
Il pattern, basato su uno schema mimetico sperimentale multi-terreno che entrò in servizio nelle forze armate tedesche verso la fine della seconda guerra mondiale, è costituito da uno sfondo di colore marrone chiaro con sovraimpressi punti bianchi e macchie verdi chiare, verdi scure, nere, rosse e rosso-marroni.
Nonostante l'utilizzo del rosso e del verde chiaro possa sembrare eccessivamente appariscente, questo schema è pensato per offrire un buon grado di mimetismo sia nelle zone alpine sia nelle aeree urbane e per garantire un certo grado di camuffamento agli infrarossi.